# Séances
Séances ist ein Jazzalbum von Trevor Dunns Trio Convulsant. Die im Januar 2022 im Oktaven Audio Studio, Mount Vernon (New York), entstandenen Aufnahmen erschienen im September 2022 auf Pyroclastic Records.

## Hintergrund
Trevor Dunn gründete Ende der 1990er-Jahre sein Trio Convulsant, dem inzwischen Mary Halvorson (Gitarre) und Ches Smith (Schlagzeug, Timpani, Congas) angehören. Die beiden Alben Debutantes & Centipedes (Buzz Records, 1998) und Sister Phantom Owl Fish (Ipecac Recordings, 2004) waren Trio-Alben, ersteres mit Adam Levy und Kenny Wollesen, das zweite mit Ches Smith und Mary Halvorson. Auf dem dritten Album Séances, inspiriert von Paul Desmonds und Jim Halls von Streichern begleiteten Album Desmond Blue (1961), stellt Dunn „das frei und rockig spielende Trio gegen die intim intensiv agierende Spielweise der Gruppe Folie à Quatre“, notierte Andy Robson, bestehend aus Oscar Noriega (Bassklarinette), Anna Webber (Flöten), Carla Kihlstedt (Geige, Bratsche) und Mariel Roberts (Cello).
Der Name des Trios bezieht sich auf eine im Frankreich des 18. Jahrhunderts tätige Sekte von Christen, die seinerzeit als Ketzer angesehen und Konvulsionäre von Saint-Médard genannt wurden. Nachdem die etablierten religiösen Autoritäten hart gegen die Convulsionnaires vorgegangen waren, wurden viele in Irrenanstalten geschickt, aber andere machten mit weniger öffentlichen Sitzungen oder „Séances“ weiter.
Das Frontcover des Albums reproduziert den Stich „St. Ignace déliverant un jeune posséde“ von Jan Collaert.

## Titelliste
- Trevor Dunn’s Trio Convulsant: Seances (Pyroclastic Records)[3]

1. Secours Meurtriers
2. Saint-Médard
3. Restore All Things
4. 1733
5. The Asylum’s Guilt
6. Eschatology
7. Thaumaturge

Die Kompositionen stammen von Trevor Dunn.

## Rezeption
Andy Robson schrieb in Jazzwise, Trevor Dunn genieße es, musikalisch in den herausforderndsten musikalischen Farbtönen zu schwelgen. Halvorson und Smith seien bei der Gründung des Trios noch aufgeweckte Neulinge gewesen, die schließlich von Dunn befreit wurden, um zu provozieren und zu erkunden. Auf Séances erlebe man sie nicht weniger experimentierfreudig, aber in Dunns Kompositionen hätten sie jetzt eine sichere Autorität, die ihren Einfluss als eigenständige Bandleader widerspiegle, wenn dieser Ausdruck in ihrer kollaborativen „Big Apple-Welt“ etwas bedeute. Die Musik des Trio Convulsant sei wirklich bewegend und gleichzeitig erschütternd.
Nach Ansicht von Mark Corroto (All About Jazz) prallt die Musik Dunns zwischen Kammermusik, Metal, Country-Blues und körperlosem Jazz hin und her, alles im Dienste [der musikalischen Darstellung] dieser „Underground-Massenhysterie“. Dunns Kompositionen würden größtenteils einfach genug beginnen, spalten sich aber im Laufe der Zeit wie die Ouvertüre „Secours Meurtriers“ mit unterschiedlichen Taktarten und einer Logik, die scheinbar nur den Mystikern zur Verfügung stehe. Die Heavy-Metal-Referenzen des Kammerensembles inspirierten „1733“, während die Musik ihrem Schlangenschwanz nachjage und ein orchestriertes Pandämonium zum Ausdruck bringe. Dunn als Choreograf sei wie die Ältesten dieser Sekte des 18. Jahrhunderts „der Mastermind hinter der Raserei“. Bemerkenswerterweise sei keine davon zufällig oder willkürlich präsentiert; erst beim letzten Track „Thaumaturge“ könne man kollektiv improvisieren.